# Sulfinsyra

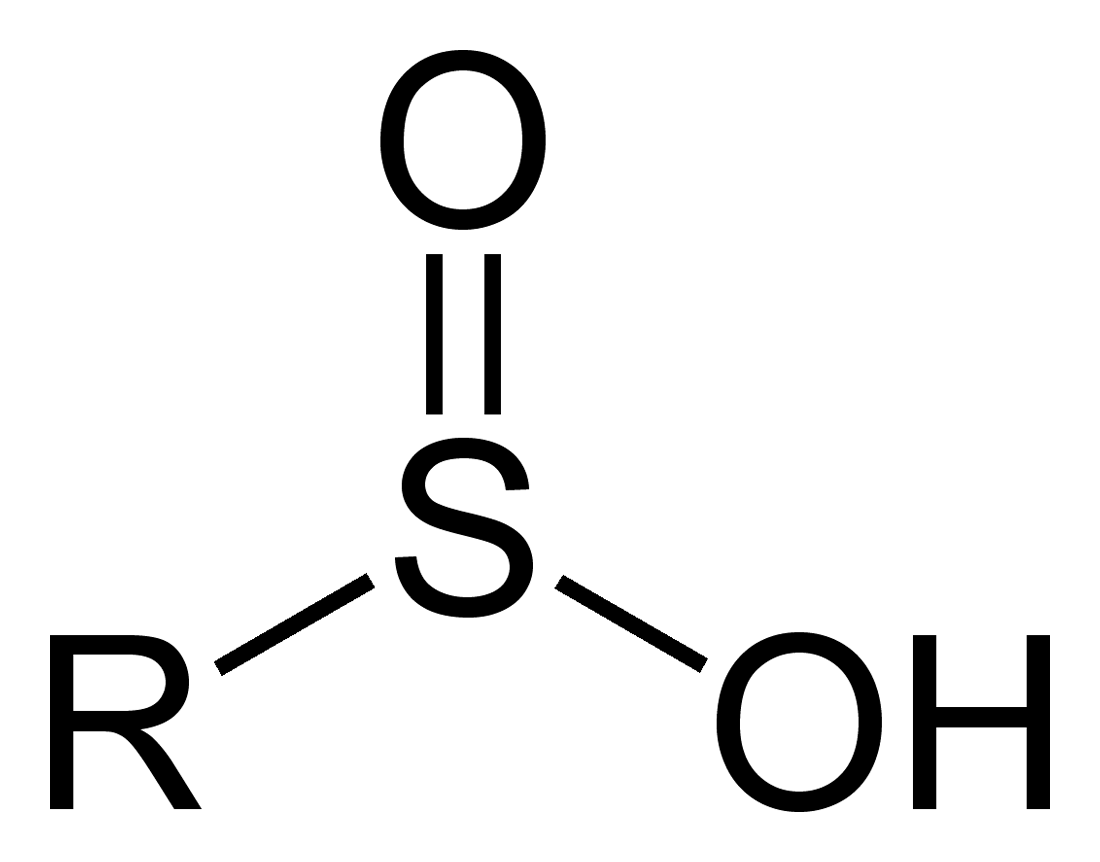

Sulfinsyror är oxosyror med den allmänna formeln RSO(OH), där svavlet har oxidationstillståndet +4. Svavlet i syrorna är trigonalt pyramidalt, vilket gör dem kirala. De är starka syror, men dock inte lika starka som sulfonsyror, exempelvis har metansulfinsyra pKa 2,28 och bensensulfinsyra pKa 1,84.
Sulfinsyror är ofta instabila och bereds många gånger in situ genom surgöring av deras salter som har bättre stabilitet. Syrorna kan framställas genom reduktion av motsvarande sulfonylklorid med zink eller genom reaktion mellan ett grignardreagens och svaveldioxid.